# Тигры освобождения Тамил-Илама
Тигры освобождения Тамил-Илама (там. தமிழழ விடுதலைப் புலிகள், синг. දෙමළ ඊළාම් විමුක්ති කොටි) — тамильское террористическое движение, сражавшееся за создание независимого тамильского государства Тамил-Илам на территории Шри-Ланки.
Движение возникло в мае 1976 года для организации террористических актов тамилов (в то время составлявших 22 % населения страны) против дискриминации со стороны сингальского большинства Шри-Ланки (в то время составлявшего 70 % населения). С 23 июля 1983 года «тигры» начали террористические акты против правительственных сил, которые в дальнейшем переросли в гражданскую войну. В 2009 году «тигры» были разгромлены вооруженными силами Шри-Ланки, а их лидер Велупиллаи Прабхакаран убит; таким образом, гражданская война на Шри-Ланке завершилась восстановлением правительственного контроля над всей территорией страны, движение прекратило свое существование.

## Статус организации
32 страны причисляют ТОТИ к террористическим организациям.
Среди них:
- Индия (с 1992 года)
- США (объявлена иностранной террористической организацией с 8 октября 1997 года)[5]
- Шри-Ланка (январь 1998 года — 6 сентября 2002 года)[6], (с 2009 года)[7]
- Великобритания (объявлена запрещённой террористической группировкой, в соответствии с Законом о терроризме 2000 года, главным секретарём с 2000 года)[8]
- Европейский союз (27 стран) — с 17 мая 2006 года[9]
- Канада (с 2006 года)[10]. Также Канада не предоставляет вид на жительство членам ТОТИ на том основании, что они участвовали в преступлениях против человечности[11].
- Австралия[12] и другие страны причисляют ТОТИ к террористическим группировкам, в соответствии с резолюцией Совета Безопасности ООН № 1373, принятой в сентябре 2001 года.

## Структура организации
В составе ТОТИ выделялись политическое и военное крыло.
В политическое крыло входили несколько организаций:
- Народный фронт тигров освобождения Тамил-Илама — политическая партия, создана в 1989 году;
- радиостанция «Голос тигров» («Pulikalin Kural», создана в 1990 году);
- Международный секретариат мира — создан в 2002 году, после подписания договора о прекращении огня с правительственными силами;
- организация экономического развития Тамил-Илама;
- «Банк Тамил-Илама» — финансово-кредитная организация, создана в 1994 году;
- спортивная организация

Военное крыло включало в себя следующие подразделения:
- регулярные силы — вооружённые военизированные подразделения, созданные по армейскому образцу.
  - включали пехотные, артиллерийские и миномётные части, подразделения сапёров, ПВО и противотанковой обороны, тыловые и вспомогательные структуры.
- иррегулярные силы — партизанские отряды и группы
- разведывательные структуры
- военно-морские силы («Морские тигры») — преимущественно лёгкие моторные лодки с лёгким и средним вооружением;
- военно-воздушные силы («Воздушные тигры») — несколько лёгких самолётов; это первый случай в истории, когда организация, признанная террористической, обладала собственными военно-воздушными войсками;
- диверсионно-террористические подразделения:
  - «Чёрные тигры» (подразделение террористов-смертников, совершавшее атаки на политические, экономические и военные цели).

«Тамильские тигры» получали поддержку со стороны организаций тамильской диаспоры: в частности, от «Всемирной организации тамилов» и «Всемирного движения тамилов».

## Вооружение и техника
Численность, по некоторым данным, от 8 до 10 тыс. боевиков. Вооружение партизан: автоматические винтовки М16, АК, ручные и станковые пулемёты, ручные гранатомёты, огнемёты. У повстанцев имелось значительное количество средств ПВО, артиллерии и бронетехники (до 9 танков Т-54), а также лёгкая авиация.

## Деятельность
В течение почти 20 лет, до января-февраля 2009 года, «Тигры» контролировали почти все территории северного и восточного побережья Шри-Ланки. У них были свои КПП на неофициальной демаркационной линии с территорией официальной власти, которые существовали почти легально.
- 14 мая 1985 года «тигры» атаковали город Анурадхапура. Группа террористов ворвались на автобусе в город, расстреляли мирных граждан на автобусном вокзале, а также расстреляли прихожан храма дерева Махабодхи и служителей парка, всего были убиты 146 человек мирного населения[15][16].
- В конце июля 1987 года произошло резкое обострение обстановки и наступление армии на позиции «тигров». Когда Индия выступила посредником в достижении соглашения о перемирии 30 июля произошло покушение на Р. Ганди, после чего в боевые действия ввязалась индийская армия[прояснить (обс.)].
- В ноябре 1988 года наёмники из ТОТИ пытались осуществить государственный переворот на Мальдивах.
- 21 мая 1991 года в результате теракта «Черных тигров» был убит премьер-министр Индии Раджив Ганди.
- 16 ноября 1992 года ими был убит командующий ВМФ Шри-Ланки, адмирал К. Фернандо[2].
- 1 мая 1993 года было совершено убийство президента Шри-Ланки Ранасингхе Премадаса[2].
- 24 октября 1994 года было совершено убийство кандидата в президенты Шри-Ланки Г. Диссаньяка[2].
- 11 июля 1997 года военно-морские силы ТОТИ захватили судно «Stillus Limassul», доставлявшее из Зимбабве для правительственной армии Шри-Ланки крупную партию боеприпасов (32400 шт. 81-мм миномётных мин стоимостью 3 млн долларов США), боеприпасы были перегружены и поступили в распоряжение ТОТИ. Операция вызвала значительный международный резонанс[17].
- 25 января 1998 года четверо боевиков ворвались на грузовике, начинённом взрывчаткой, на территорию Храма Зуба Будды в Канди, главной буддийской святыни страны. Во время атаки были убиты 7 человек и ранены 25[18].
- 23 октября 2000 года три заминированных катера типа «Stealth» из состава отряда «чёрных морских тигров» военно-морских сил ТОТИ атаковали корабли ВМС Шри-Ланки в гавани Тринкомали. В результате атаки серьёзные повреждения получили транспортное судно А541 и канонерская лодка ВМС Шри-Ланки. По официальным данным правительства страны, три моряка погибли, ещё 40 были ранены. «Тигры» потеряли два из трех катеров[19].
- 28 февраля 2007 года в 350 км от Галле состоялся морской бой между кораблями военно-морского флота Шри-Ланки и морскими силами ТОТИ. Корабли ВМФ Шри-Ланки обнаружили и атаковали конвой ТОТИ в составе одного транспортного судна и 14 катеров, следовавший курсом на порт Тринкомали, в результате боя потери ТОТИ составили 5 потопленных катеров и 15 человек убитыми[20].
- в марте-апреле 2007 года «тигры» начали использовать авиацию для нанесения авиаударов:
  - сначала лёгкий самолёт атаковал базу ВВС Шри-Ланки, расположенную рядом с международным аэропортом Коломбо. В результате, был поврежден ангар и два самолёта, убиты 3 и ранено 16 военнослужащих[21].
  - затем один или два самолёта «тигров» нанесли бомбовый удар по базе правительственных войск Палаали на полуострове Джафна на севере страны, в результате чего были ранены шесть военнослужащих[22].
  - позднее самолёт «тигров» сбросил две бомбы на газораспределительную станцию в населенном пункте Керавалапития (в 10 км к северу от Коломбо)[23].
- В октябре 2007 года отряд «тигров» атаковал авиабазу ВВС Шри-Ланки в Анурадхапуре (в 210 км к северу от Коломбо), а их одномоторный самолёт сбросил на неё две бомбы. Бой продолжался около двух часов, в результате погибли по меньшей мере 7 военных и 20 «тигров»[24].
- 11 июня 2008 года в районе военно-морской базы Маннар, недалеко от берега состоялось двухчасовое ночное морское сражение. По данным правительства Шри-Ланки, в бою были убиты 5 тамильских боевиков ТОТИ и 3 военнослужащих[25].
- в марте 2009 года недалеко от северо-восточного побережья Шри-Ланки состоялось морское сражение военно-морских сил «тигров» и ВМС Шри-Ланки. По сообщению военного командования Шри-Ланки, в бою были потоплены четыре лодки «тигров» и убиты не менее 24 повстанцев, потери ВМС составили 1 моряка убитым и 3 ранеными[26].

## Поражение в войне
Вечером 2 января 2008 года правительство Шри-Ланки объявило об отказе от перемирия, ранее заключённого с руководством «тамильских тигров».
Правительственные войска начали новое наступление на территории, находившиеся под контролем «тамильских тигров».
25 января 2009 года после ожесточённого сражения войска Шри-Ланки взяли последний опорный пункт ТОТИ — город Муллаитиву. Некоторые боевики укрылись в близлежащих джунглях.
20 февраля 2009 года «тигры» предприняли попытку уничтожить правительственные ВВС, атаковав главную авиабазу двумя самолётами со взрывчаткой, которыми управляли пилоты-смертники. Оба самолёта были сбиты силами ПВО.
В апреле 2009 года вооружённым силам Шри-Ланки удалось окружить остатки вооружённых формирований «тамильских тигров». В связи с этим, 26 апреля 2009 года руководство организации Тигры освобождения Тамил-Илама предложило перемирие. Это предложение было отвергнуто властями Шри-Ланки, которые потребовали от повстанцев полного отказа от продолжения борьбы за независимость.
17 мая 2009 года ТОТИ официально признали своё поражение в гражданской войне и объявили о прекращении огня. Об этом представители ТОТИ сообщили после того, как правительственные войска взяли их в плотное кольцо окружения на севере страны. По словам главы внешнеполитического крыла группировки ТОТИ Селвараса Патхаманатхана, «единственное, о чём мы сожалеем, это о том, что мы не можем более выстоять».
18 мая 2009 года лидер ТОТИ Велупиллаи Прабхакаран был убит при попытке вырваться из окружения. Отряд Прабхакарана, насчитывавший около 200 бойцов, был окружён в джунглях на северо-востоке страны. Тело Прабхакарана было обнаружено в санитарной машине, обстрелянной передовым отрядом армии.
Ранее был убит старший сын Прабхакарана. Кроме этого, спецназ правительственных сил убил лидера политического крыла «Тамильских тигров» Баласингама Надесана и ещё двух членов руководства организации. Всего в ходе последней наступательной операции против тамилов погибло 6,5 тысяч мирных жителей и около 200 тысяч стали беженцами.
После завершения боевых действий правительственным войскам сдались 11 664 активистов ТОТИ, в том числе свыше 500 детей-солдат.
Подразделения ТОТИ продолжали оказывать сопротивление войскам даже после официального завершения боевых действий.
- После гибели Прабхакарана новым лидером стал Селварас Патманатан, занимавший ранее должность ответственного за международные связи[35], который был арестован в Бангкоке (Таиланд) 6 августа 2009 года[36].
- так, в конце мая 2009 года в ходе боев с подразделениями правительственной армии на востоке острова Шри-Ланка в окрестностях г. Ампара были убиты 11 боевиков ТОТИ, были захвачены 5 автоматов и 20 самодельных взрывных устройств[37].
- 24 июня 2009 года в ходе операции правительственных сил на полуострове Джафна был застрелен вооружённый командир «тигров», продолжавших действовать на севере страны[38].
- в середине августа 2009 года в Норвегии по обвинению в причастности к ТОТИ и финансировании их деятельности был задержан руководитель «Тамильского координационного комитета» в Норвегии («Tamil Coordinating Committee»)[39]